# Iablunivka, Volodarsk-Volînskîi
Iablunivka (în ucraineană Яблунівка) este un sat în comuna Kraiivșciîna din raionul Volodarsk-Volînskîi, regiunea Jîtomîr, Ucraina.

## Demografie
Componența lingvistică a localității Iablunivka
     Ucraineană (100%)
Conform recensământului din 2001, toată populația localității Iablunivka era vorbitoare de ucraineană (100%).